# Incident del Cos de Defensa Nacional

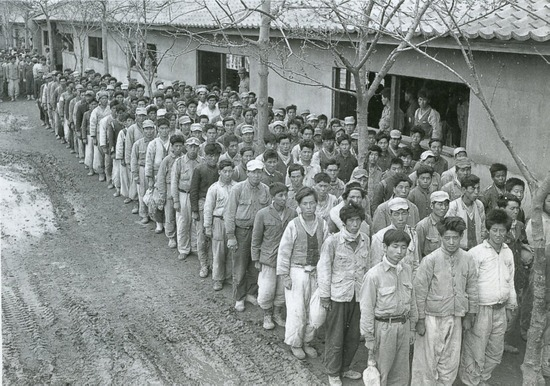
Soldats del Cos de Defensa Nacional al gener de 1951

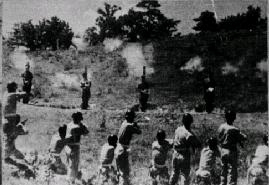
L'execució de cinc oficials al comandament el 12 d'agost de 1951

L’«incident» del Cos de Defensa Nacional (en coreà: 국민방위군 사건, en hanja: 國民防衛軍事件) va ser una marxa de la mort que va tenir lloc en l'hivern de 1951 durant la Guerra de Corea.
L'11 de desembre de 1950, Corea del Sud va promulgar una llei que establia el Cos de Defensa Nacional. Els ciutadans sud-coreans d'entre 17 i 40 anys, excloent als militars, policies i funcionaris del govern, van ser reclutats en el Cos de Defensa Nacional. El govern de Syngman Rhee va adoptar en el Cos a oficials de l'Associació de Joves Adults de Corea (대한청년단; 大韓靑年團), que era un grup pro-Syngman.
Immediatament, 406.000 ciutadans reclutats van ser desplegats en 49 unitats d'entrenament, després es va ordenar als soldats del Cos de Defensa Nacional marxar cap al sud de la península coreana sota l'ofensiva xinesa. No obstant això, els fons per a la compra d'aliments van ser malversats pel comandant del Cos de Defensa Nacional Kim Yun-geun (김윤근 金潤根; també escrit Kim Yoon-keun o Kim Yungun), gendre del ministre de Defensa Shin Sung-mo. Aproximadament 300.000 homes van morir o van desertar durant la "marxa de la mort" de tres setmanes i 300 milles. El juny de 1951, quan un comitè de recerca va donar a conèixer les seves conclusions, es va informar que entre 50.000 i 90.000 soldats van morir de fam o de malalties durant la marxa i en els camps d'entrenament.
El 30 d'abril de 1951, l'Assemblea Nacional de Corea del Sud va adoptar una resolució sobre la dissolució del Cos de Defensa Nacional. La recerca de l'Assemblea Nacional va demostrar que els oficials al comandament van malversar mil milions de won, i desenes de milions de won van ser malversats per al fons polític del president Rhee Syngman.
El maig de 1951, el vicepresident Yi Si-yeong va dimitir. Al juny, es va informar que s'havien malversat 5.000 milions de wons en fons per al Cos de Defensa Nacional. El 12 d'agost de 1951, cinc oficials al comandament van ser executats com a responsables de l'incident.